# رالستونية مانيتولية
رالستونية مانيتولية (الاسم العلمي: Ralstonia mannitolilytica) هي نوع من البكتيريا، سلبية الغرام، تتبع جنس الرالستونيا.